# Sphedamnocarpus
Sphedamnocarpus é um género botânico pertencente à família Malpighiaceae.

## Espécies
- Sphedamnocarpus barbosae Launert
- Sphedamnocarpus cuspidifolius Arènes
- Sphedamnocarpus decaryi Arènes
- Sphedamnocarpus dubardii R.Vig. & Humbert ex Arènes
- Sphedamnocarpus galphimiifolius (A.Juss.) Szyszyl.
- Sphedamnocarpus hibbertioides (Baill.) Nied.
- Sphedamnocarpus multiflorus (Bojer ex A.Juss.) Nied.
- Sphedamnocarpus orbicularis Arènes
- Sphedamnocarpus pruriens (A.Juss.) Szyszyl.

1. ↑  «Sphedamnocarpus — World Flora Online». www.worldfloraonline.org. Consultado em 19 de agosto de 2020